# Jelena Sjevtsjenko
Jelena Nikolajevna Sjevtsjenko (Russisch: Елена Николаевна Шевченко) (Moskou, 7 oktober 1971) is een voormalig turnster uit de Sovjet-Unie.
Sjevtsjenko won tijdens de Olympische Zomerspelen 1988 in het de gouden medaille in de landenwedstrijd.

## Resultaten

### Olympische Zomerspelen
| Jaar | Plaats | Resultaten      |
| ---- | ------ | --------------- |
| 1988 | Seoel  | landenwedstrijd |